# Ekerö
Ej att förväxla med Eckerö.
För ön se Ekerön, för orten i Raseborg, se Ekerö, Raseborg.
Ekerö är en tätort och centralort i Ekerö kommun på Mälaröarna. 
Ekerö, som är beläget på Ekerön i Östra Mälaren i Uppland i Stockholms län, är främst en bostadsort. Största arbetsgivare är kommunen. Pendling sker främst till Stockholms kommun. Ekerö centrum är ritat av Ralph Erskine och invigdes 1990. Innan dess var Träkvista ortens centrum.

## Namnet
Det första belägget för namnet Ekerö, ”akru”, finns på en runsten återfunnen den 22 april 2013 på Bogesundslandet. 

## Befolkningsutveckling
Tätorten Ekerö består av de tidigare orterna Tappström och Träkvista, vilka sedan 1975 räknas som sammanväxta. Befolkningsutvecklingen har varit snabb, särskilt under första hälften av 1970-talet. 1960 hade dåvarande Tappström 343 invånare, medan Träkvista hade 582. År 1970 hade antalet vuxit till 1111 respektive 1068, för att därefter stiga till nuvarande över 10 000. 
| Befolkningsutvecklingen i Ekerö 1950–2020                         | Befolkningsutvecklingen i Ekerö 1950–2020 | Befolkningsutvecklingen i Ekerö 1950–2020 | Befolkningsutvecklingen i Ekerö 1950–2020 | Befolkningsutvecklingen i Ekerö 1950–2020 |
| ----------------------------------------------------------------- | ----------------------------------------- | ----------------------------------------- | ----------------------------------------- | ----------------------------------------- |
|                                                                   |                                           |                                           |                                           |                                           |
| År                                                                |                                           |                                           | Folkmängd                                 | Areal (ha)                                |
| 1950                                                              | 1950                                      |                                           | 699                                       |                                           |
| 1960                                                              | 1960                                      |                                           | 582                                       | 144                                       |
| 1965                                                              | 1965                                      |                                           | 1 068                                     | 152                                       |
| 1970                                                              | 1970                                      |                                           | 2 425                                     |                                           |
| 1975                                                              | 1975                                      |                                           | 6 746                                     |                                           |
| 1980                                                              | 1980                                      |                                           | 7 298                                     |                                           |
| 1990                                                              | 1990                                      |                                           | 8 503                                     | 481                                       |
| 1995                                                              | 1995                                      |                                           | 9 419                                     | 497                                       |
| 2000                                                              | 2000                                      |                                           | 9 931                                     | 511                                       |
| 2005                                                              | 2005                                      |                                           | 10 322                                    | 521                                       |
| 2010                                                              | 2010                                      |                                           | 10 907                                    | 542                                       |
| 2015                                                              | 2015                                      |                                           | 11 505                                    | 596                                       |
| 2020                                                              | 2020                                      |                                           | 12 332                                    | 605                                       |
| Anm.: 1960 och 1965 som Träkvista. Sammanvuxen med Tappström 1975 |                                           |                                           |                                           |                                           |

## Samhället
På slutet av 1980-talet byggdes Ekerö centrum vid Tappström. Andra områden som ingår är Närlunda, Älvnäs, Träkvista, och Lundhagen. Mitt i Ekerö märks Ekebyhovs slott, ett tidigare gods som skapades av Klas Horn på 1620-talet genom sammanslagning av gårdarna Ekeby, Hovgården och Gällsta.

## Bilder

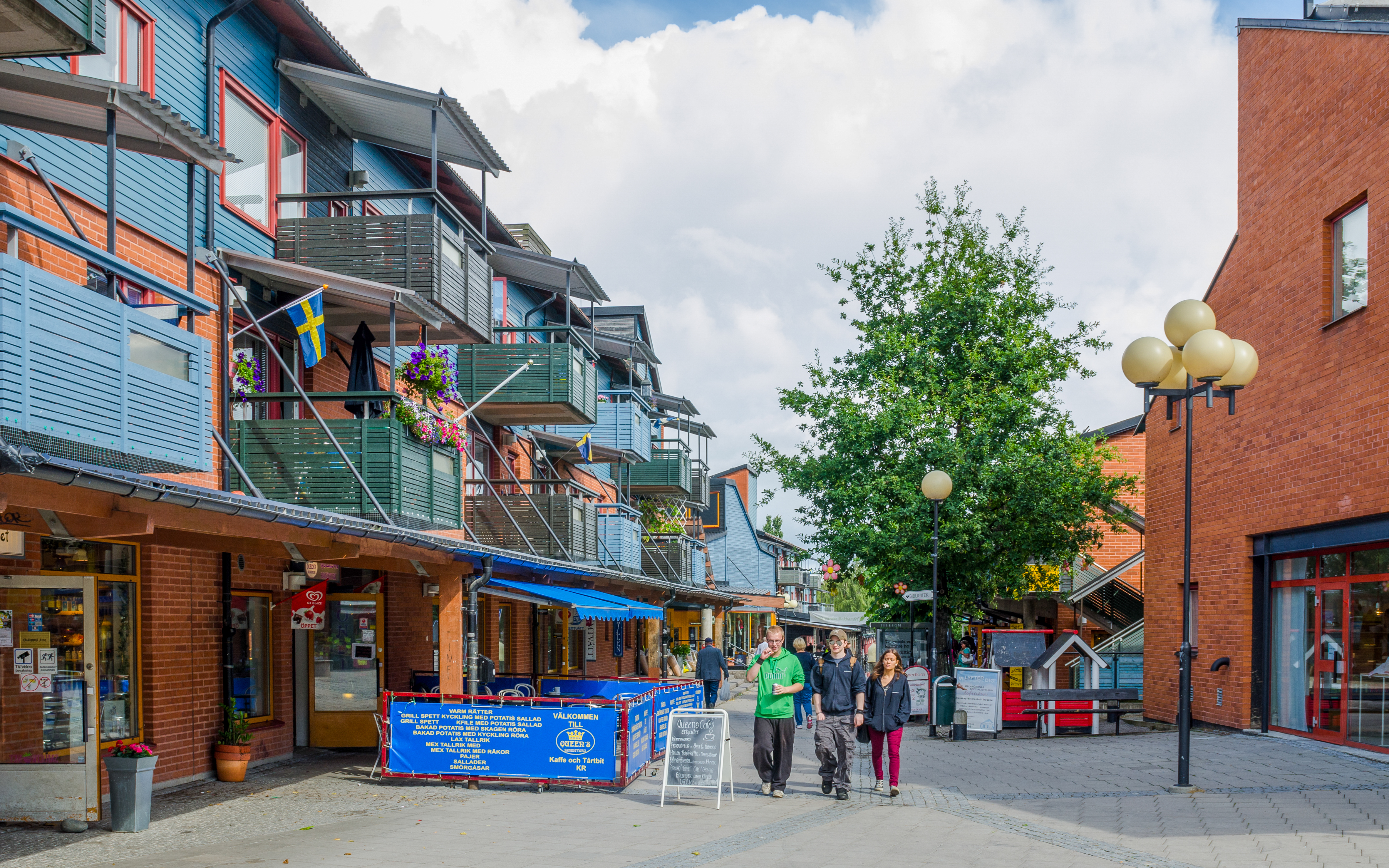
Ekerö centrum
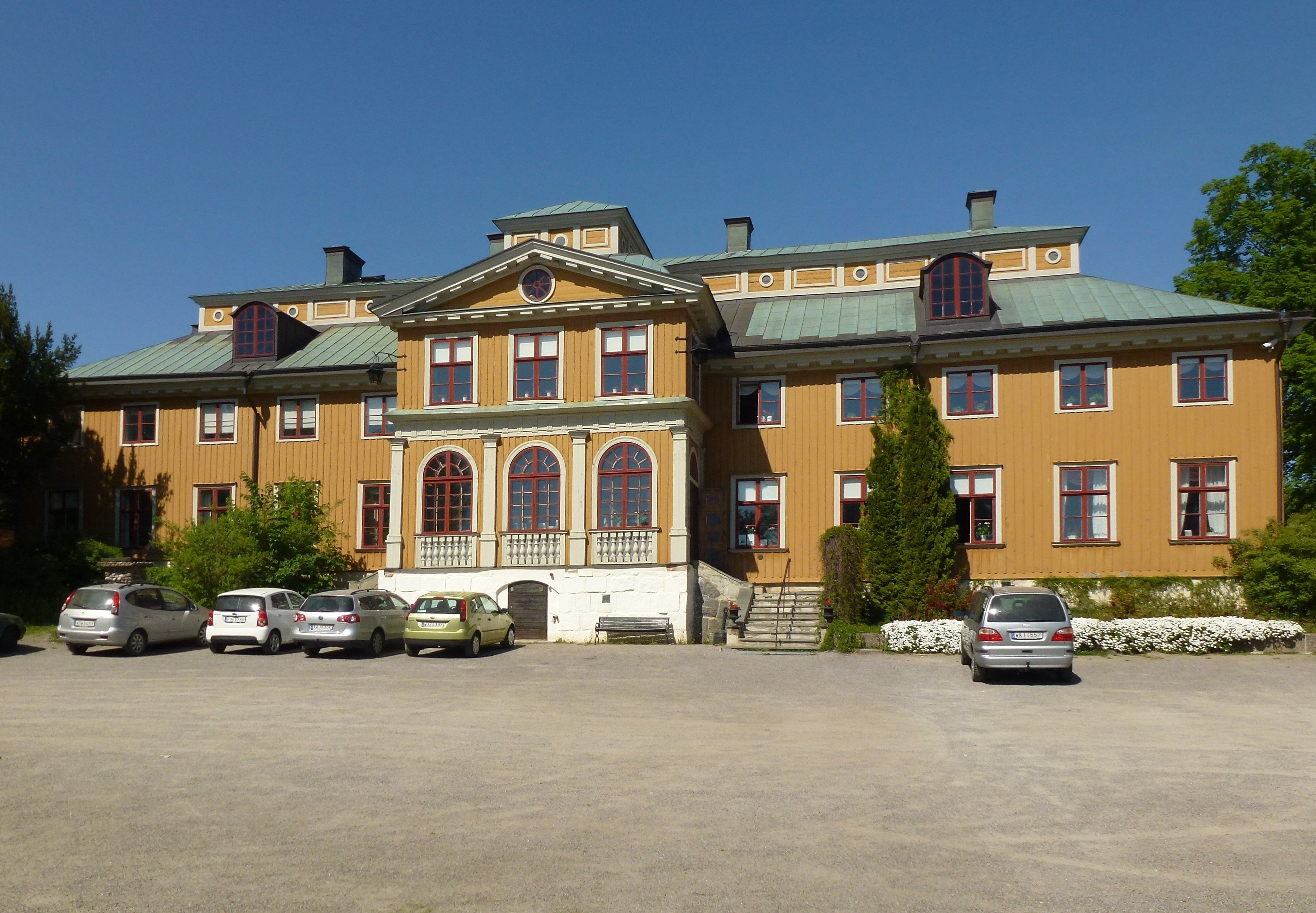
Ekebyhovs slott
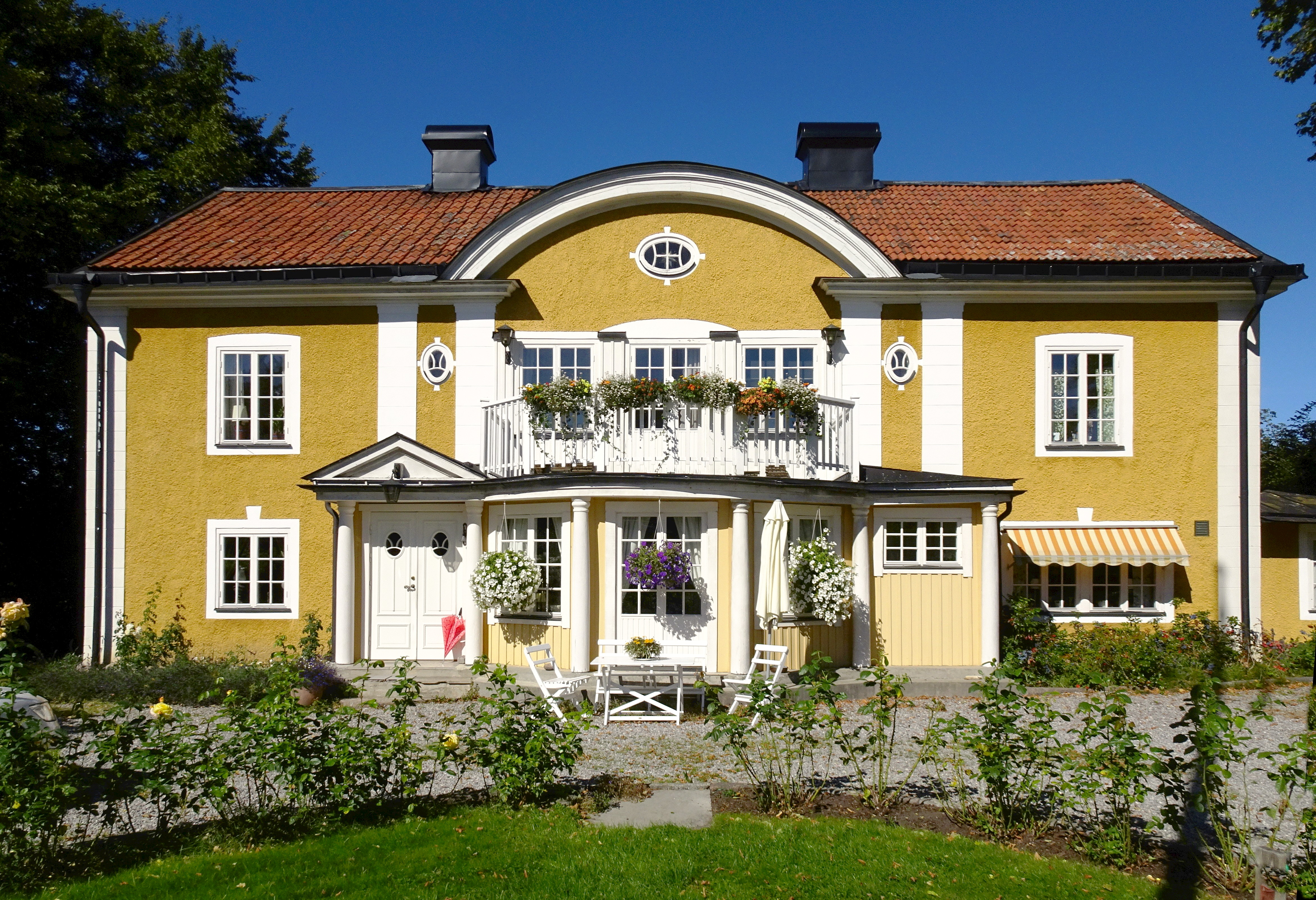
Närlunda gård